# Австралийская авдотка
Австралийская авдотка (лат. Burhinus grallarius) — вид птиц семейства авдотковых отряда ржанкообразных.

## Описание
Длина тела австралийской авдотки 54—59 см, размах крыльев 82—105 см, длина хвоста 17,2—19,1 см, длина клюва 4—5 см, длина плюсны 12,0—13,7 см, высота стоящей взрослой птицы 50—60 см. Масса самцов до 670 г, самок до 625 г. Полиморфный вид, имеющий рыжую и серую цветовые формы. Рыжая форма преобладает на севере Австралии, серая встречается главным образом у восточного и западного побережий материка. Окраска серой формы светлая серо-бурая с черными полосами, от глаза к спине проходит темная полоса. Передняя часть, бока и низ головы, нижние кроющие крыла и низ брюшка белые. У рыжей формы оперение рыже-коричневое с черными полосами вокруг глаз, на лбу, шее, груди и верхней части брюшка.
Громкоголосые птицы, кричат в основном ночью.

## Ареал и места обитания
Австралийская авдотка широко распространена по всей Австралии, но особенно многочисленна в засушливых регионах континента. Встречается также на многих прибрежных островах. Небольшая гнездящаяся популяция обитает на юге Новой Гвинеи. Обитает в редколесьях, предпочитая заросли казуарин, эвкалиптов и акаций. Держится в местах с поваленными деревьями и опавшей листвой. Населяет также сухие луга и поля.
Австралийская авдотка достаточно обычна в Северной и Северо-Восточной Австралии и на близлежащих островах, даже в пределах городов, однако на юге материка ареал вида сокращается, вероятно из-за интенсивной вырубки лесов, и она стала редкой. Восточнее и южнее Большого Водораздельного хребта эта птица в настоящее время практически исчезла. Общая численность австралийских авдоток составляет 10 000 — 20 000 половозрелых особей.

## Образ жизни
Наиболее активны в сумерках и ночью, особенно в лунные ночи. Днём неподвижно сидят среди поваленных деревьев. Питаются насекомыми, моллюсками, многоножками, ракообразными, пауками, лягушками, ящерицами, змеями, а также растительной пищей. Корм собирают с земли. Пара птиц занимает постоянную территорию. Вне периода размножения птицы могут собираться в небольшие стаи.

## Размножение
Размножаются осенью, с конца августа до середины декабря, хотя на севере Австралии могут и раньше. Гнездо строят на земле, обычно возле сухих деревьев в траве или среди кустарников. В кладке обычно 2 яйца, которые насиживают оба родителя в течение 25 дней. Родители энергично защищают птенцов и заботятся о них.
Продолжительность жизни больше 20 лет.

## Фото

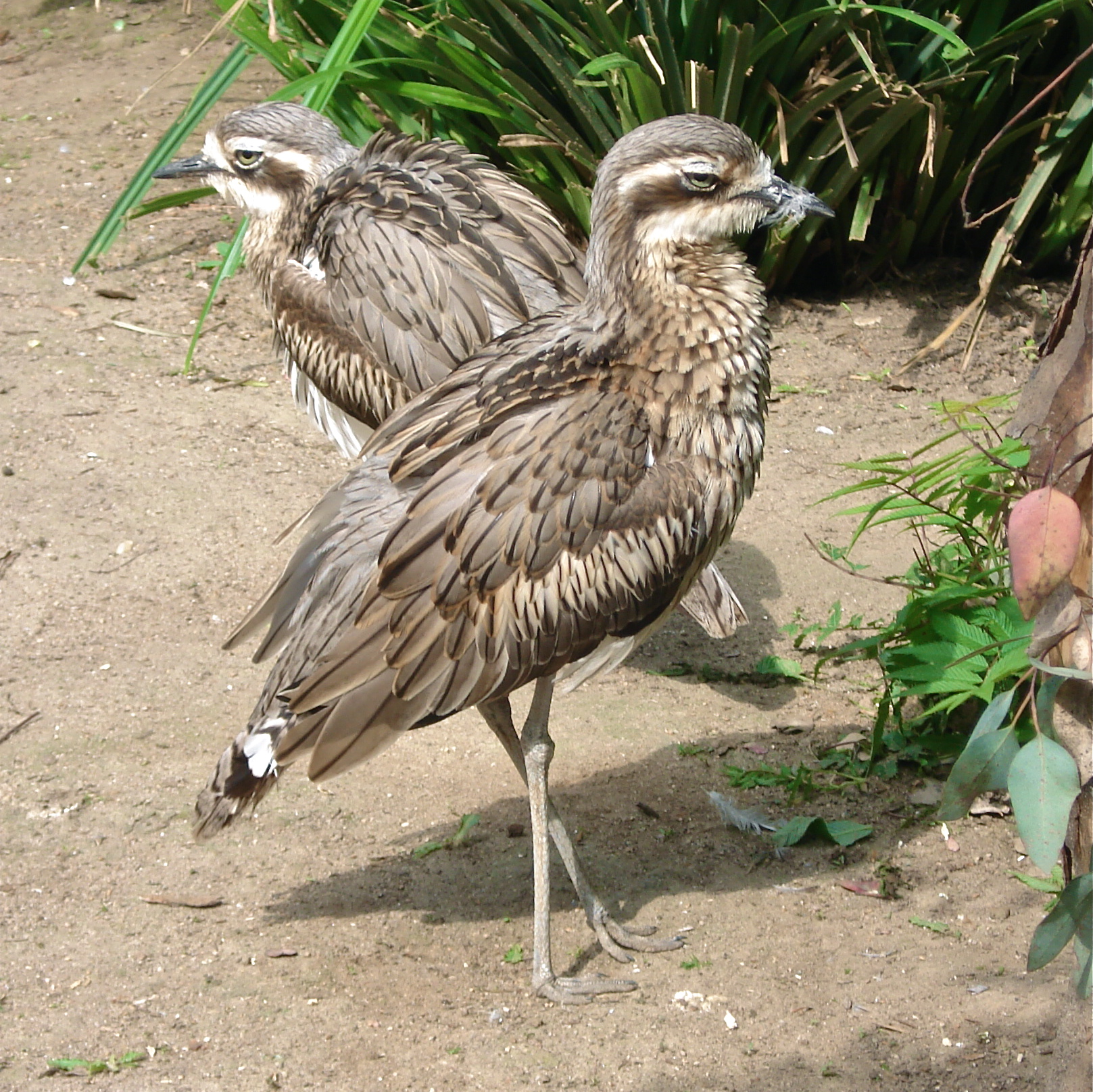
Пара взрослых птиц
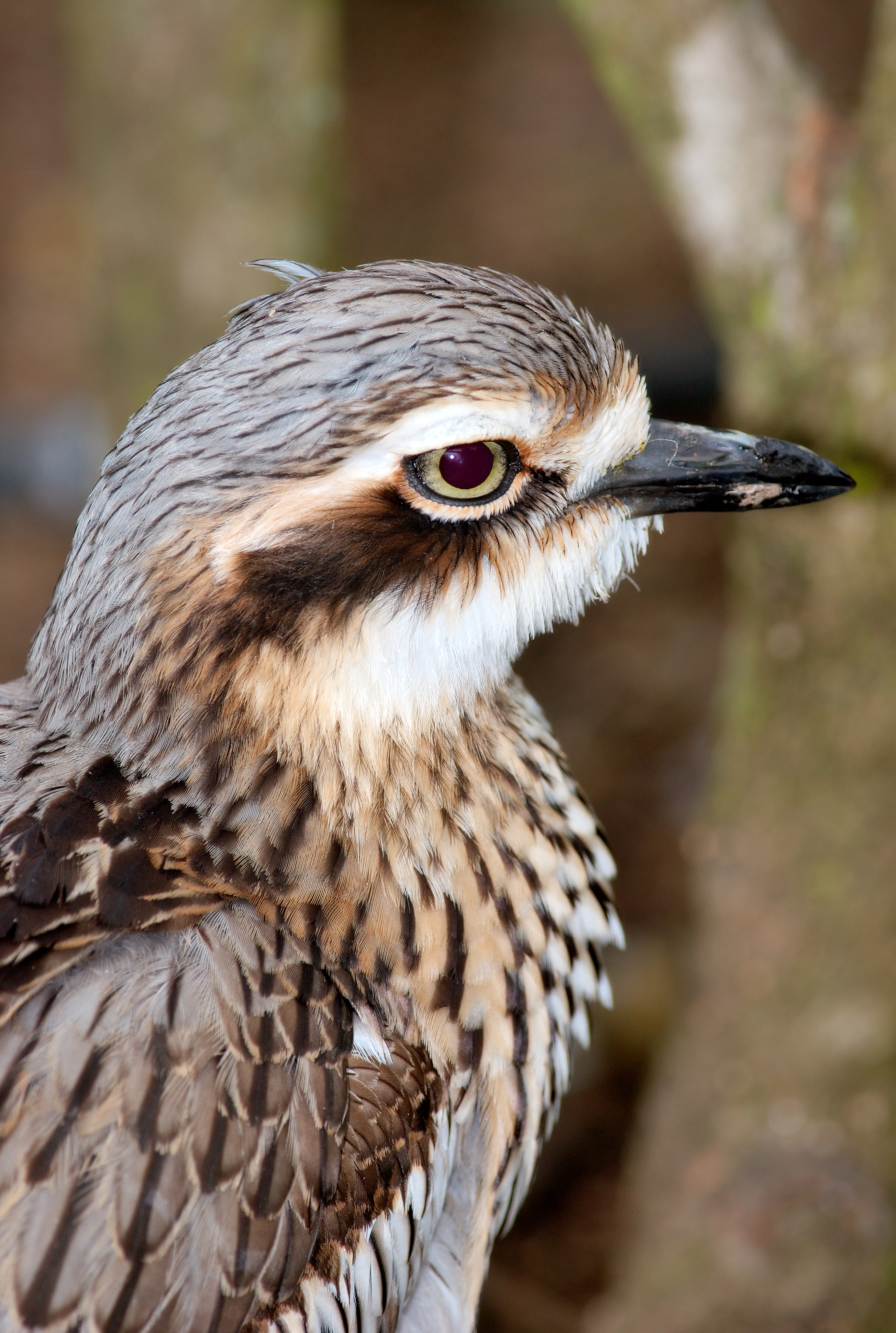
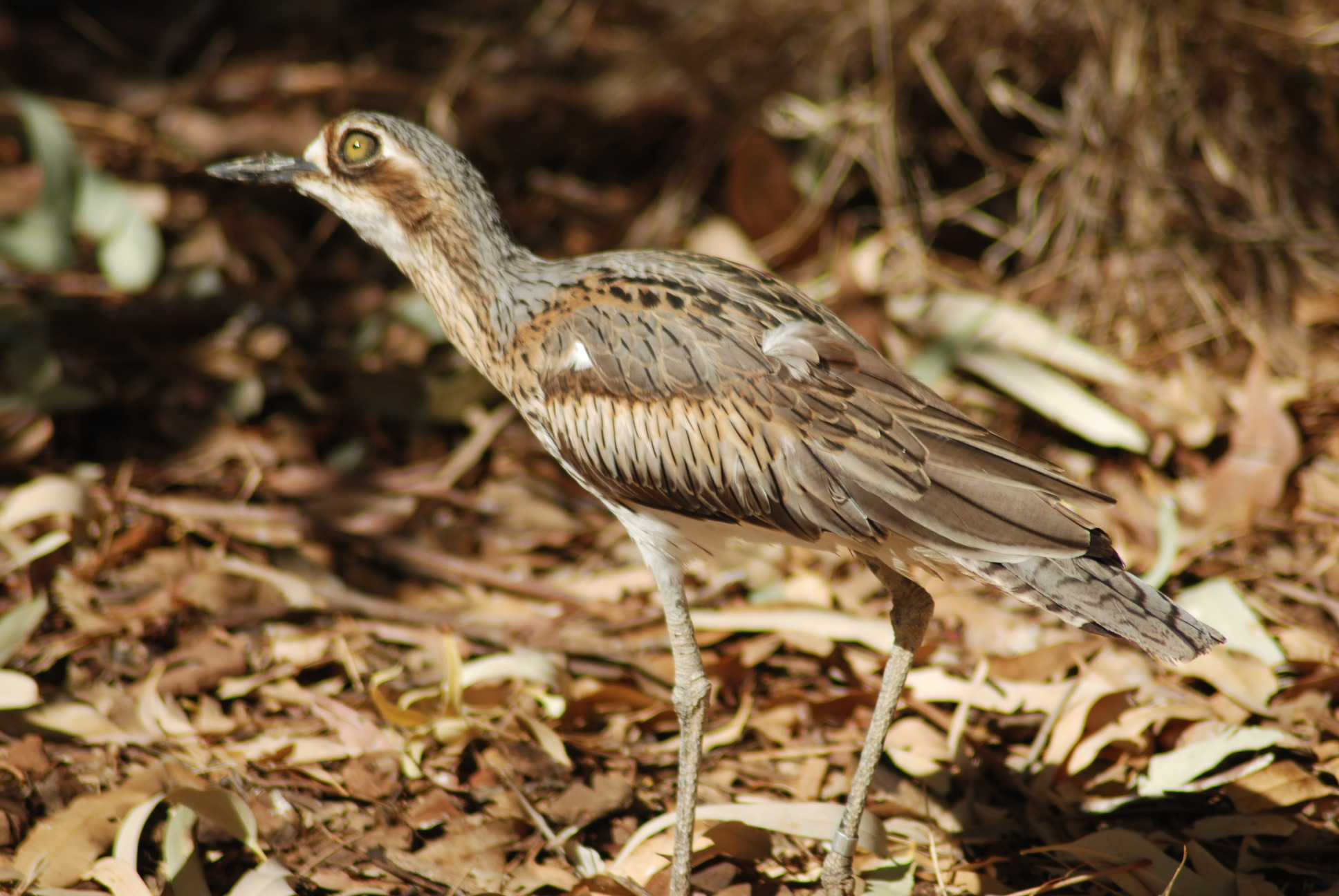
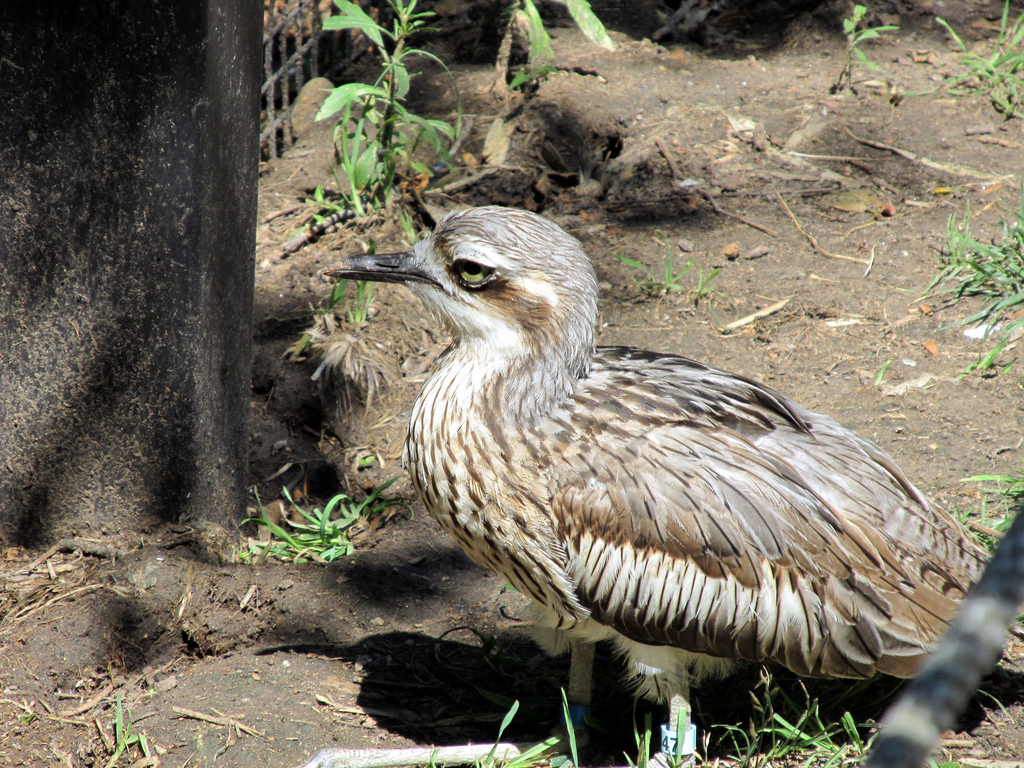
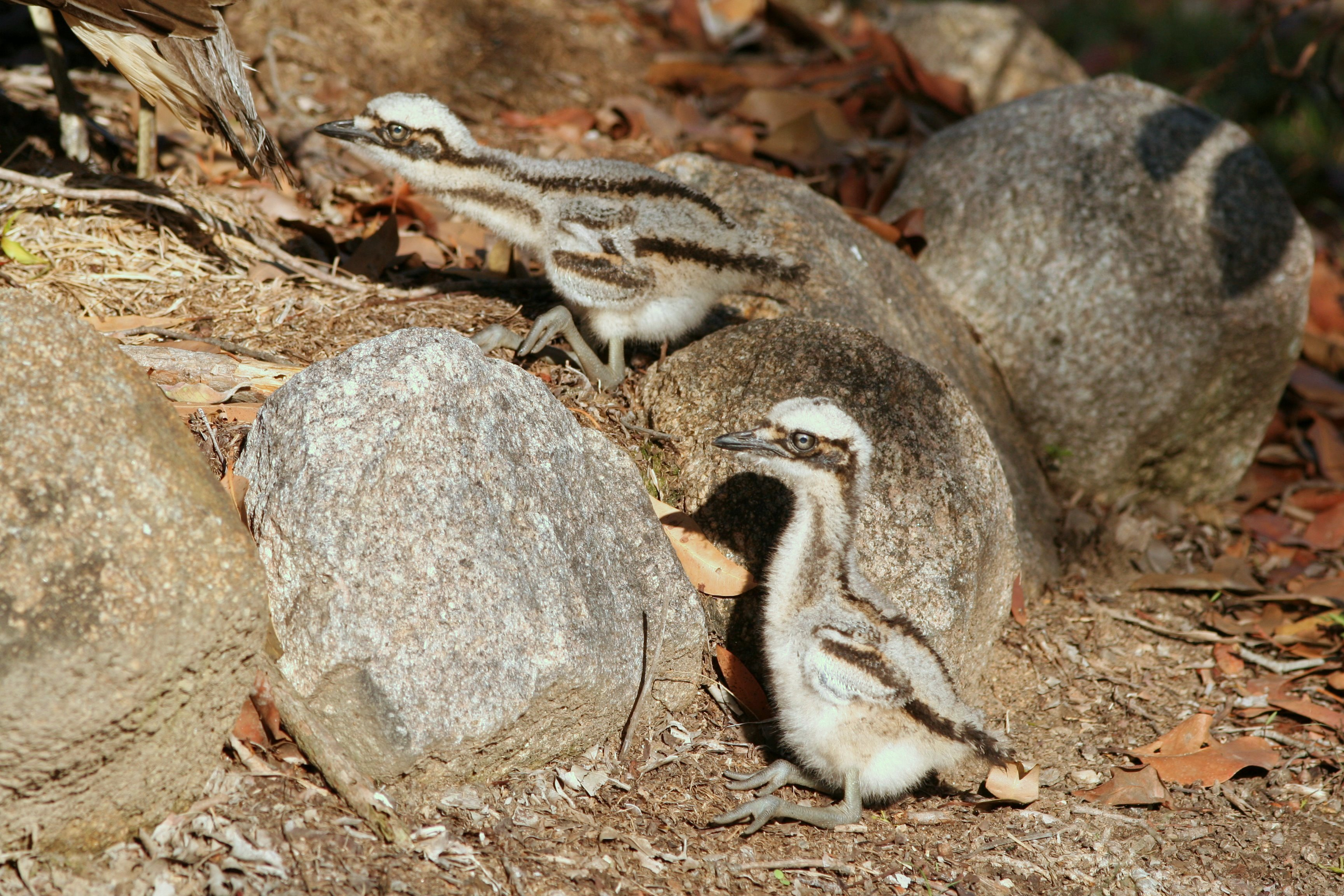
Птенцы
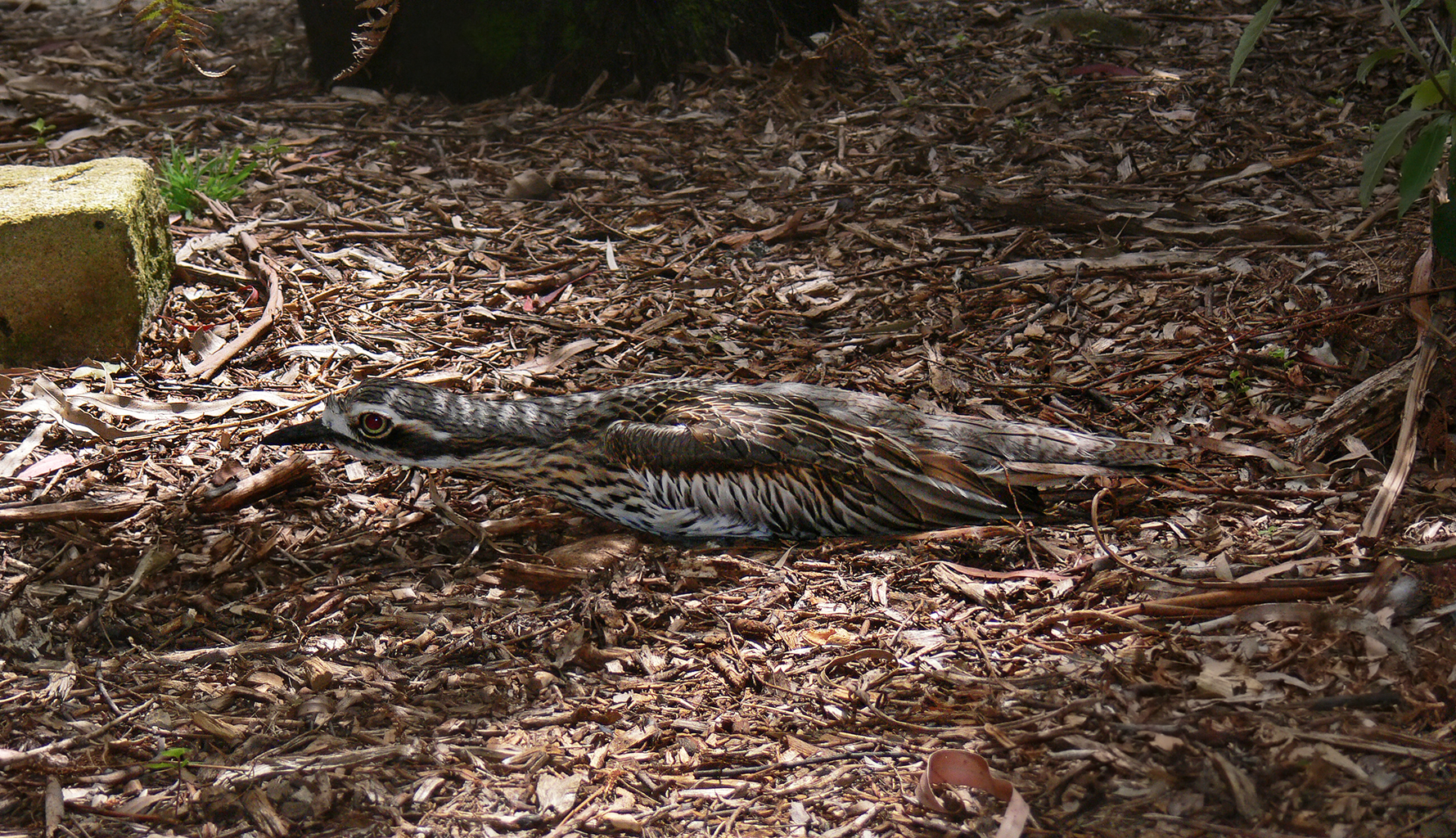
Защитная поза авдотки